# نیروگاه تلمبه ذخیره‌ای گوانگدونگ
نیروگاه تلمبه ذخیره‌ای گوانگدونگ (به لاتین: Guangdong Pumped Storage Power Station) یک نیروگاه ذخیره تلمبه‌ای در چین است که در کانگهوا واقع شده‌است.